# Romans (Deux-Sèvres)
Romans ist eine französische Gemeinde mit 702 Einwohnern (Stand: 1. Januar 2022) im Département Deux-Sèvres in der Region Nouvelle-Aquitaine. Sie gehört zum Arrondissement Niort und zum Kanton Saint-Maixent-l’École. Die Einwohner werden Romanais genannt.

## Geographie
Romans liegt etwa 18 Kilometer ostnordöstlich von Niort. Der kleine Fluss Hermitain begrenzt die Gemeinde im Norden. Umgeben wird Romans von den Nachbargemeinden Saint-Martin-de-Saint-Maixent im Norden und Nordosten, Souvigné im Osten, Prailles-La Couarde im Südosten und Süden, Aigonnay im Süden und Südwesten sowie Sainte-Néomaye im Westen. 
Durch die Gemeinde führt die Autoroute A10.

## Bevölkerungsentwicklung
| Jahr                       | 1962 | 1968 | 1975 | 1982 | 1990 | 1999 | 2006 | 2012 | 2019 |
| Einwohner                  | 494  | 481  | 379  | 374  | 464  | 523  | 675  | 720  | 708  |
| Quellen: Cassini und INSEE |      |      |      |      |      |      |      |      |      |

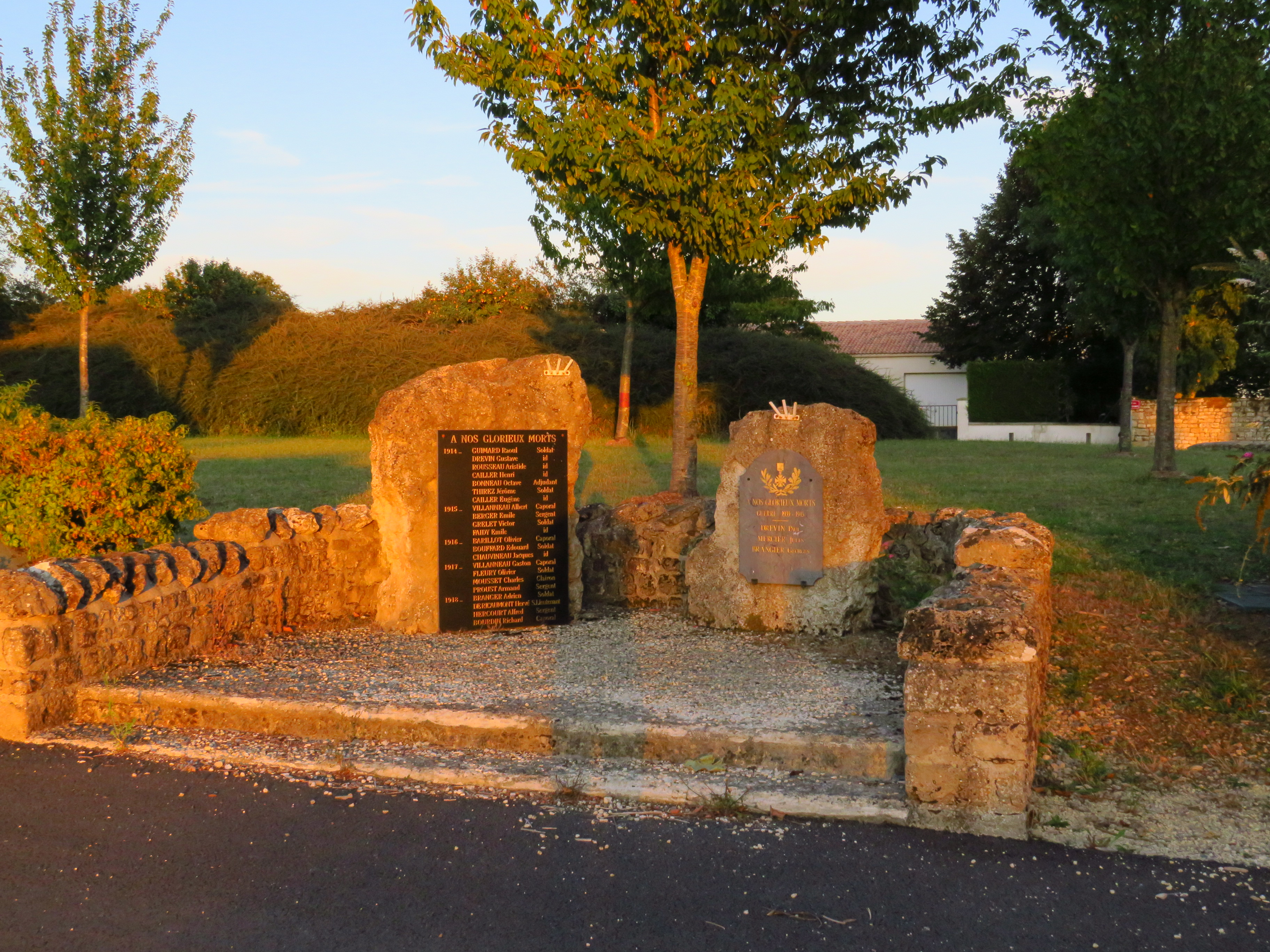
Gefallenendenkmal